# Solhaven
Solhaven var et socialpædagogisk døgntilbud til unge i alderen mellem 12 og 18 beliggende i Farsø i Vesthimmerlands Kommune, Region Nordjylland.
Institutionen tog sig af vanskelige børn og unge, såkaldt "uanbringelige" unge.
I 2006 kunne prisen på en måneds anbringelse være op til næsten 140.000 kroner.

## Sag om magtmisbrug
I juni 2011 blev Solhaven anmeldt for magtmisbrug mod de anbragte unge. Det var kommunen selv der foretog anmeldelsen. I marts 2013 besluttede Anklagemyndigheden ved Nordjyllands Politi at rejse tiltale mod 12 personer (nuværende og tidligere ansatte) for en række tilfælde af meget grov vold mod nogen af de unge, der har opholdt sig på institutionen fra 2005 til 2012. Anklagemyndigheden rejser i de fleste forhold tiltale efter § 245 om "Den, som udøver et legemsangreb af særlig rå, brutal eller farlig karakter eller gør sig skyldig i mishandling" hvor strafferammen er op til 6 år.
Retssagen startede 2. september 2013.
Endnu i august 2014 var sagen i gang.
Under retssagen kom påstande frem om at nordjyske politibetjente skulle havde modtaget ulovlige ydelser fra institutionen, blandt andet julegaver. Påstandene fik Den Uafhængige Politiklagemyndighed til at gå ind i sagen.
Forsvarsadvokaten Niels Fjeldberg afviste beskyldningerne som opspind.
I januar 2015 blev samtlige tiltalte i sagen frifundet ved Retten i Aalborg,
og statsadvokaten valgte ikke at anke sagen.
Efterfølgende meddelte en af forsvarsadvokaterne at op til 20 vidner ville blive politianmeldt for falsk vidneforklaring og falsk anmeldelse.

## Bøger om Solhaven
Af forfatteren, Benny Lihme: I 1999 udkom hans første bog om Solhaven med titlen, "Det er så fucking træls!". Bogen giver en grundlæggende forståelse af de socialpædagogiske redskaber, de ansatte benyttede sig af i relationenerne med de "uanbringelige unge". Bogen er aktuel for pædagoger, socialrådgivere m.v.[kilde mangler]
I 2012 udgav han endnu en bog om Solhaven, med titlen (Skole og Uddannelse på Solhaven). Den skal ikke ses som en efterfølger, men nok nærmere en slags følgen op[kilde mangler] på nogle af de "succes-historier" som Solhaven i samarbejdet med den unge har haft.
I 2008 udgav Karin Kildedal rapporten Pædagogik Fra Farsø : arbejdet med udstødte unge kræver læssevis af omsorg.

## Yahya Hassan
Den danske digter Yahya Hassan har været anbragt på institutionen, efter at have været på den særligt sikrede institution Grenen. På Solhaven overraskede hans skriftlige arbejde en af lærerene, og efterfølgende begyndte Hassan at koncentrere sig om at skrive og skolearbejde. Det førte til en bemærkelsesværdig debutdigtsamling i 2013.
Ved et interview samme år priste han særligt en af lærerne.
Opholdet gav inspiration til flere digte i digtsamlingen, blandt andet DET SJETTE OPHOLDSSTED.